# Philipp Christian Heustreu

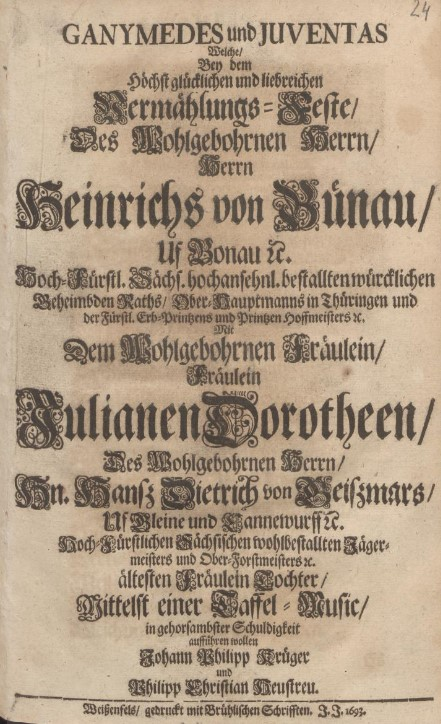
Titelblatt des Textbuches zu "Ganymedes und Juventas" (Musik: Johann Philipp Krieger) von Philipp Christian Heustreu 1693

Philipp Christian Heustreu (* vor 1663; † nach 1714) war ein deutscher Librettist.

## Leben
Über das Leben Heustreus ist kaum etwas bekannt. Sein Vater war wahrscheinlich der Hofprediger in Halle (Saale) Philipp Jacob Heustreu († 1673) aus Merseburg. Heustreu wirkte spätestens ab 1681 in Zerbst als Amtmann. Ab 1688 ist er in Weißenfels als Registrator am Hofe nachweisbar. Bekannt ist er durch seine Libretti zu diversen Opern, Tafelmusiken und Maskeraden für den Weißenfelser Hof, die meistens von Johann Philipp Krieger vertont wurden.
Sein Sohn war Christian August Heustreu (* 1714).

## Werk
- Beitrag in Anmuhtige Rosen/ Auff dem Hochzeitlichen Ehren-Fest/ Welches Der Ehrwürdige/ ... H. Andreas Tümmel/ Treufleissiger Pfarrer zu Parnstadt und Göritz/ Mit der ... Jungf. Anna Rosina/ Des ... Herrn M. Philippi Jacobi Heustreus/ Hochfürstl. Magdeb. wohlverdienten Hoff-Diaconi, Hertzgeliebten-Tochter/ Am 10. Novembr. diese 1663sten Jahrs zu Halle frölich begieng/ Abgebrochen und außgestreut Von Vornehmen guten Freunden. Salfeld, Halle 1663.
- Beitrag in Nagell-neue Hochzeit-Freude Des WohlEhrenvesten/ Vorachtbaren/ Wohlgelahrten/ und Wohlweisen Herrn Georgii Nagels/ Notarii Publici und E.E. Hochw. Raths Geheimtens mit Der ... Jungfer Marien Magdalenen/ Des ... Herrn Jeremiæ Zahns/ Born-Meisters und Gastwirths allhier Ehleiblichen Tochter/ Welche begangen worden in Halle/ Den 6. Octobr. Anno 1666. Salfeld, Halle 1666.
- Augusti lessus, totiusq[ue] Patriae Planctus! Schönheit dieser Welt vergeht/ Wie der Schatten nie besteht/ Wie der Wind geschwind verschwindt/ Aller Menschen Tage sind; Trauren/ Weinen/ Jammer-Sorgen Finden sich fast alle Morgen. Das ist: Höchst-schmertzliche schwartz-flammende Trauer-Fahne/ Bey dem Abschied auß dieser Welt Der ... Fr. Annen Marien/ Hertzogin zu Sachsen ... gebohrner Hertzogin zu Meckelnburg ... : Als Dero ... Begängnüß zu Hall den 2. Februarii, Anno 1670. angestellet worden / Aufgesteckt und überliefert Von Philipp Christian Heustreuen/ Hall. Sax. Salfeld, Halle 1670.
- Beitrag in Schmertzliche Kinder-Klage : Als Der entseelte wohl-seelige Leichnam Tit. Hn. M. Philippi Jacobi Heustreuens/ F.S.M. wohlverdienten Dom-Predigers zu Hall/ In sein ... Ruhe-Kämmerlein und Begräbnüß beygesetzet wurde/ war der 29. Decembr. Anno 1673. Salfeld, Halle 1673.
- Als Dem Durchlauchtigsten ... Fürsten ... Herrn Friedrich Wilhelm/ Marggrafen zu Brandenburg ... Den gebührenden HuldigungsEyd die sämbtl. Unterthanen des Ambts Loburg leisteten ... Wolte Seine Schuldigkeit in ... vorgestelter Nacht-Music ... bezeugen. Philipp Christian Heustreu/ p.t. Ambtmann. Den 20. Sept. Anno 1681. Palmen, Zerbst 1681.
- Libretto zur Maskerade Flora, Ceres und Pomona von Johann Philipp Krieger (Weißenfels 1688)
- Libretto zur Tafelmusik Mars und Irene von Johann Philipp Krieger (Weißenfels 1692)
- Libretto zur Oper Jupiter, Venus, Danae und Hymenäus Wolten Die Triumphirende Tugend (Weißenfels 1692)
- Libretto zur Tafelmusik Ganymedes und Juventas von Johann Philipp Krieger (Weißenfels 1693)
- Libretto zur Tafelmusik Das frohe Gemüte durch himmlische Güte (1694 Weißenfels)
- Libretto zur Oper Chronus, Apollo, Fortuna, Constantia von Johann Philipp Krieger (Weißenfels 1695)
- Libretto zur Oper Bellona, Irene und Fortuna (Weißenfels 1707)